# Chemin Sainte-Foy
Le chemin Sainte-Foy est une artère importante de la ville de Québec.

## Situation et accès
Il prolonge vers l'ouest la rue Saint-Jean à partir de l'avenue De Salaberry et longe le nord de la colline de Québec jusqu'à la Pointe-de-Sainte-Foy.

## Origine du nom
Le nom rappelle que le chemin menait, initialement, au village de Sainte-Foy, aujourd'hui l'arrondissement Sainte-Foy-Sillery-Cap-Rouge.

## Historique

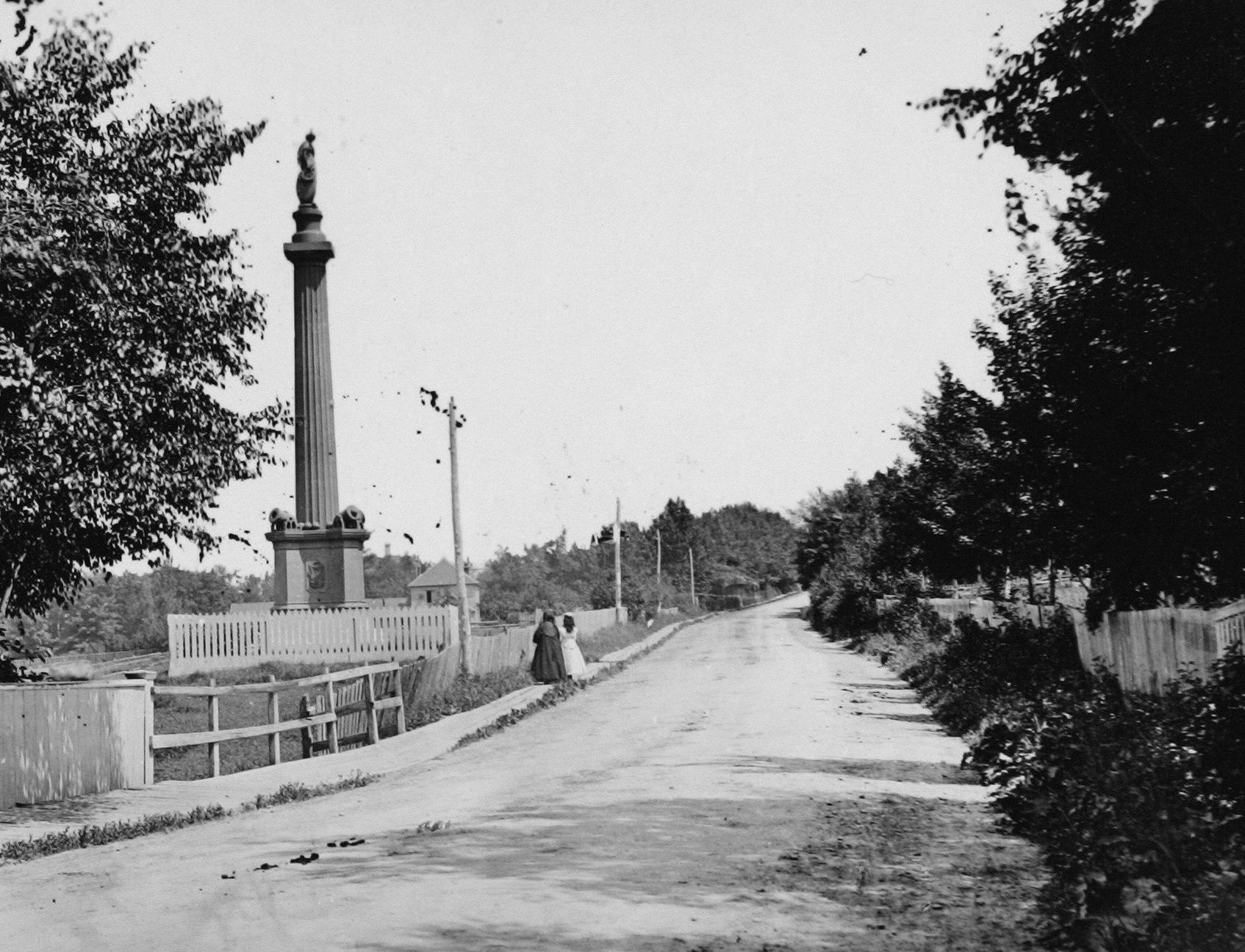
Vers 1900, près du Monument aux Braves.

Le premier chemin est ouvert approximativement vers 1663 mais le tracé ne correspond plus à celui d'aujourd'hui. Le chemin est ouvert par Jean Bourdon jusqu'à l'actuelle avenue Belvédère, puis il est prolongé dans la seconde moitié du XVIIe siècle. Il est couramment nommé « chemin de Sainte-Foy » à l'époque car il menait au village de Sainte-Foy, aujourd'hui l'arrondissement Sainte-Foy-Sillery-Cap-Rouge. Le nom fut adopté officiellement uniquement en 1950.

## Bâtiments remarquables et lieux de mémoire
- 100 : Centre communautaire Lucien-Borne
- 140 : École secondaire Joseph-François-Perrault
- 200 : Le Deux Cent
- 560 : Oratoire Saint-Joseph de Québec
- 800 : Parc des Braves
- 1050 : Hôpital du Saint-Sacrement
- 1075 : Édifice Catherine-De Longpré
- 1245-1275 : Le Samuel-Holland
- 1250 : Hôpital Jeffery Hale
- 1330 : Église du Très-Saint-Sacrement de Québec
- 1605 : Collège Stanislas
- 2180 : Pavillon de l'Est (Université Laval)
- 2360 : Pyramide de Sainte-Foy
- 2410 : Cégep de Sainte-Foy et Salle Albert-Rousseau
- 2725 : Institut universitaire de cardiologie et de pneumologie de Québec
- 2750 : Plaza Laval
- 2877 : Centre culturel islamique de Québec

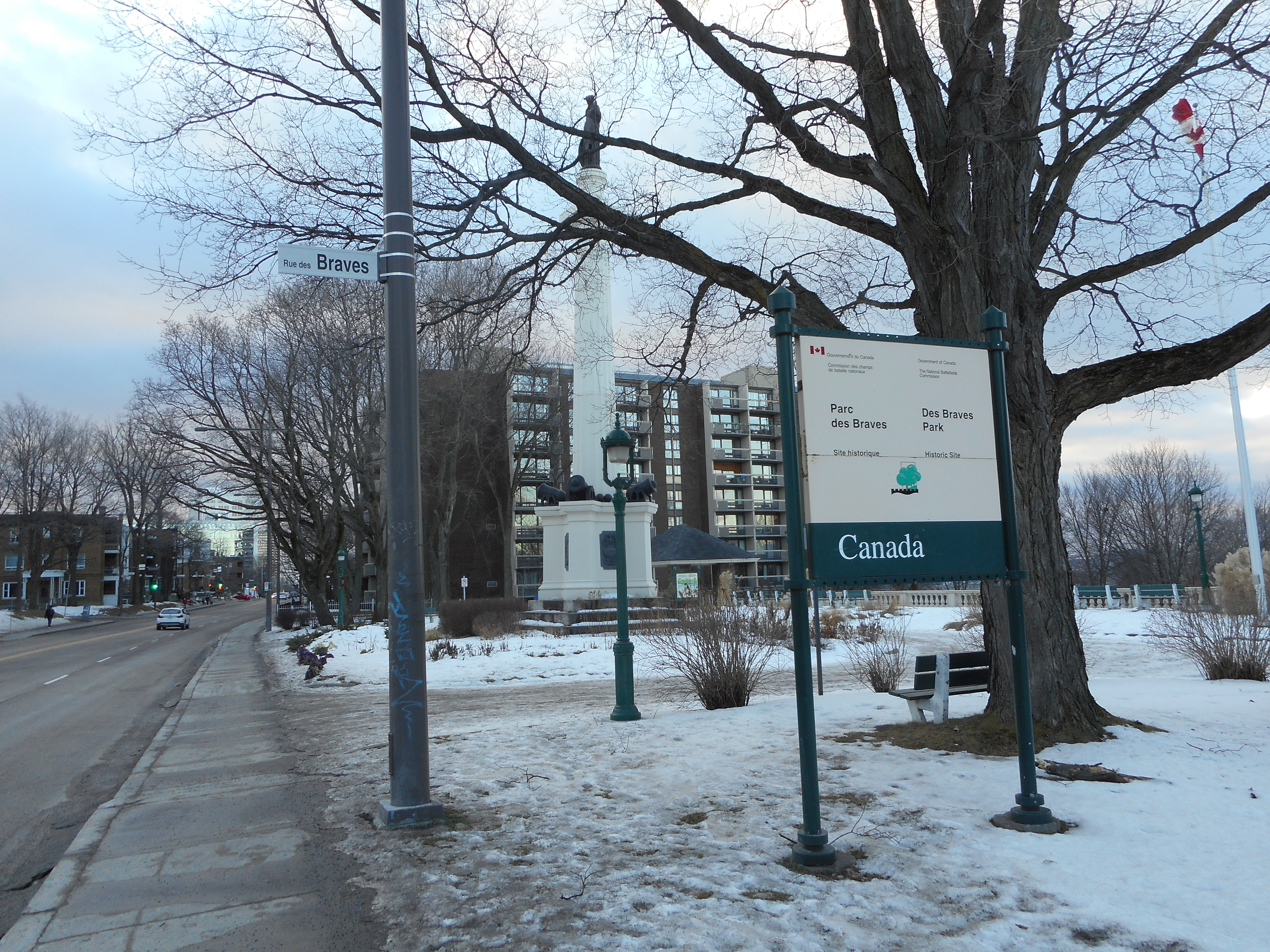
Face au Parc des Braves
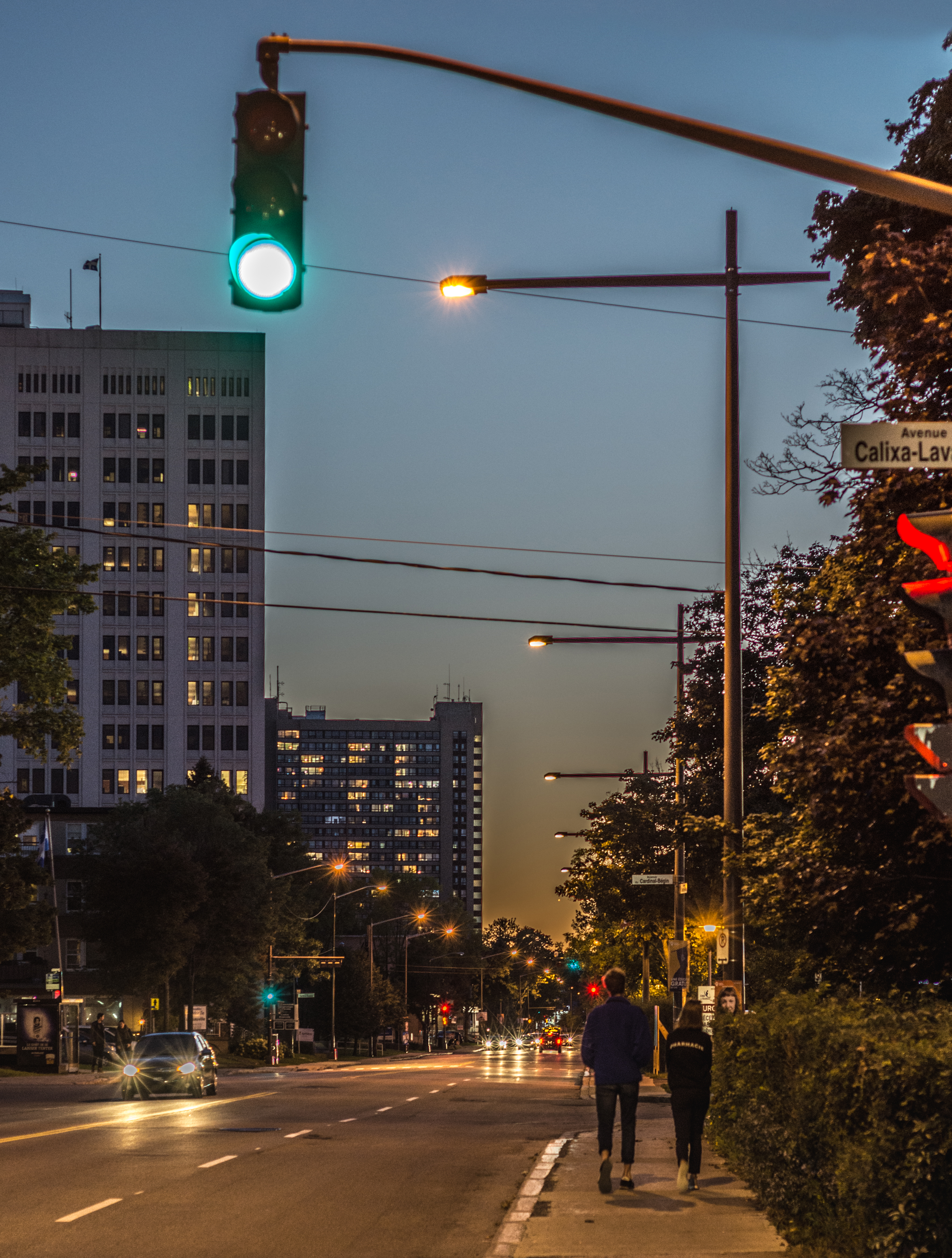
À l'intersection de la rue Calixa-Lavallée
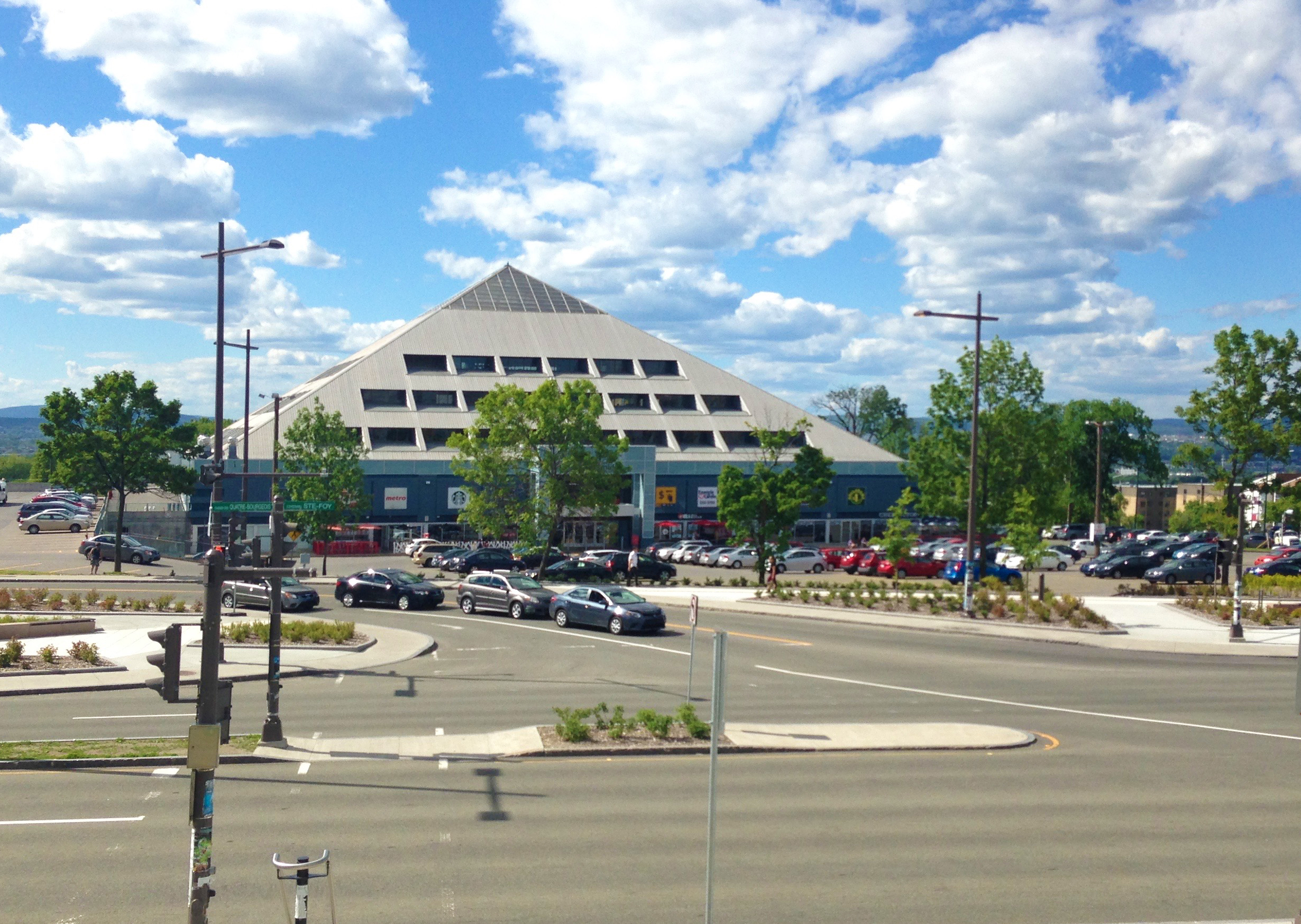
La Pyramide de Sainte-Foy, située au 2360
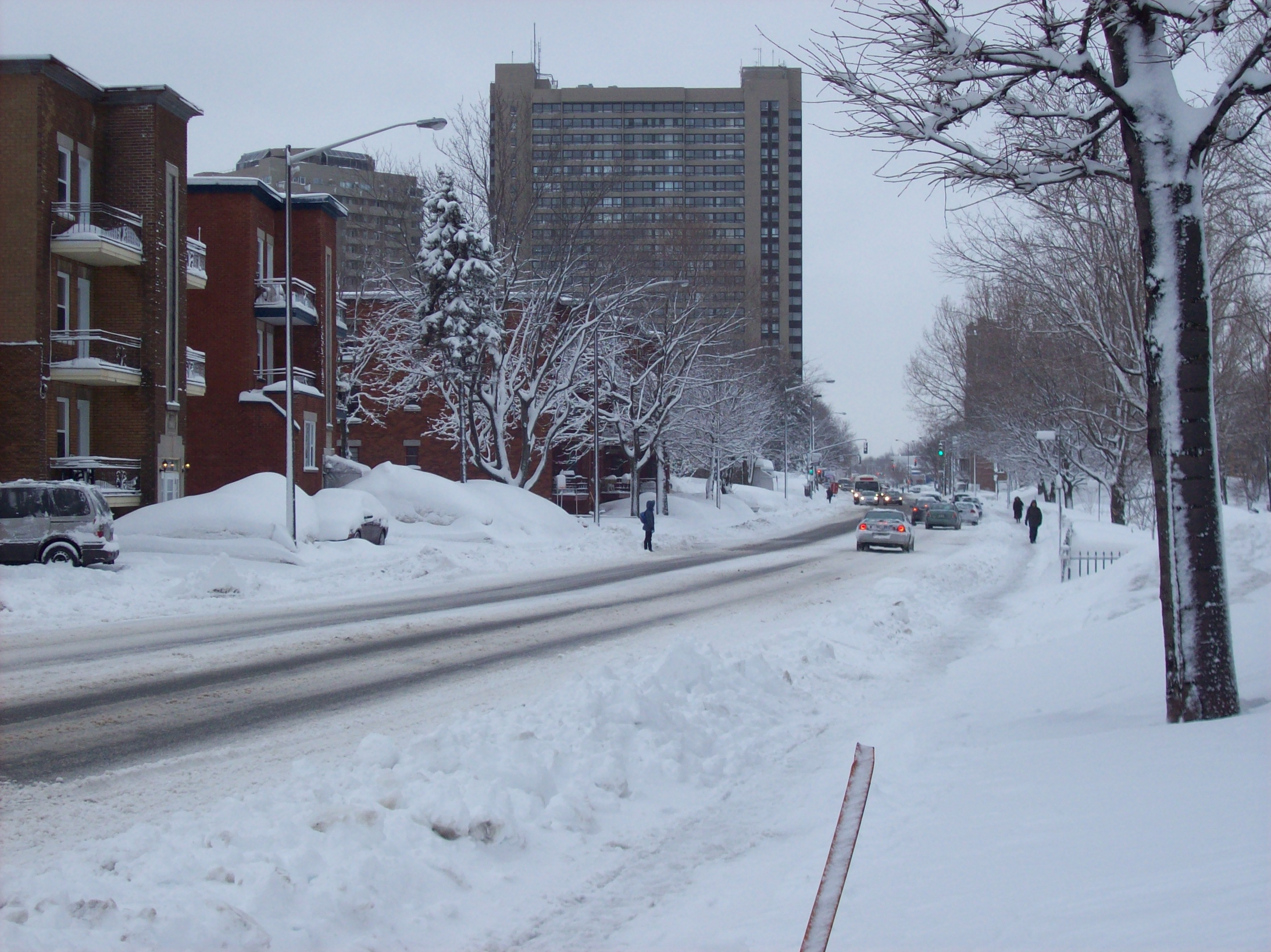
Édifice le Samuel-Holland
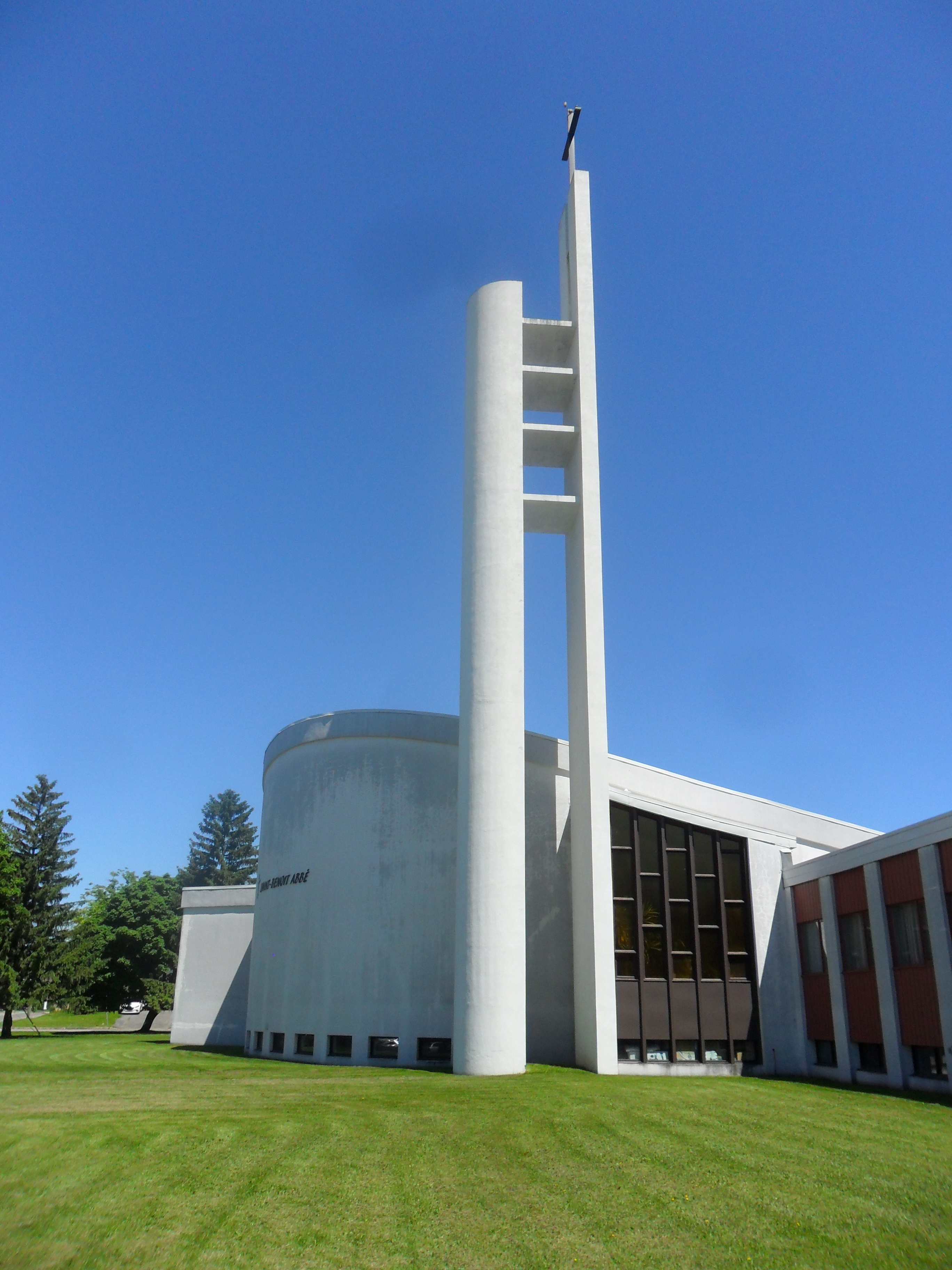
L'église Saint-Benoît-Abbé à Sainte-Foy jouxte le chemin